# Abdudżabar Abdurachmanow
Abdudżabar Abdudżabarowicz Abdurachmanow (ros. Абдуджабар Абдуджабарович Абдурахманов; ur. 1907 w Taszkencie, zm. 3 października 1975 w Moskwie) – radziecki działacz państwowy i partyjny pochodzenia uzbeckiego.

## Życiorys
Pochodził z rodziny robotniczej. Od 1924 pracował jako czeladnik w zakładach obwodu moskiewskiego, uczestniczył w budowie fergańskich zakładów tekstylnych w 1928. 
Od 1928 był członkiem WKP(b). W latach 1929–1938 był sekretarzem margilańskiego i fergańskiego komitetu miejskiego, jangijulskiego komitetu rejonowego, kokandzkiego komitetu miejskiego, bucharskiego komitetu obwodowego KP(b) Uzbekistanu. 
Od 23 lipca 1938 był przewodniczącym Rady Komisarzy Ludowych (od 1946 – Rady Ministrów) Uzbeckiej SRR, będąc jednocześnie członkiem KC i Biura KC KP(b) Uzbekistanu. Na tym stanowisku był przez 12 lat - w tym przez całą II wojnę światową.
W latach 1939–1952 był członkiem Centralnej Komisji Rewizyjnej WKP(b). 21 sierpnia 1950 został odwołany do Moskwy. W latach 1951–1953 był zastępcą ministra gospodarstw rolnych (sowchozów) ZSRR, w latach 1953–1954 szefem Głównego Zarządu Sowchozów Karakulewodskich Ministerstwa Sowchozów ZSRR, od 1954 przewodniczącym Państwowego Komitetu Planowania Rady Ministrów Uzbeckiej SRR. W 1956, po ujawnieniu w Uzbekistanie szeregu skandali, kariera Abdurahmonova została zakończona.
Od 1956 był dyrektorem pawilonu Uzbeckiej SRR na WSChW. Od 1960 był doradcą ekonomicznym poselstwa ZSRR w Wietnamie.
W 1964 odszedł na emeryturę.

## Odznaczenia
- Order Lenina (czterokrotnie)
- Order Czerwonego Sztandaru Pracy
- Order Wojny Ojczyźnianej I klasy[1]